# Walt Brown
Walter Brown est un pilote automobile américain né le 30 décembre 1911 à Springfield (New York) et décédé le 29 juillet 1951 à Carlisle (Pennsylvanie) après un accident lors d'une course automobile à Williams Grove.

## Carrière
La carrière de Brown commence en 1941 dans le championnat AAA. Elle s’interrompt pendant la Seconde Guerre mondiale pour reprendre en 1946.
En 1947 il participe pour la première fois aux 500 miles d'Indianapolis, avec une 7e place au final.
Il n'arrivera pas à se qualifier en 1948 mais remportera une course à Langhorne cette saison, sa seule victoire dans la discipline.
Il manque le départ aux 500 miles d'Indianapolis en 1949 mais terminera la saison 4e du championnat, son meilleur résultat.
En 1950 il se qualifie 20e pour finir une place plus haut, au volant de sa Kurtis Kraft 2000-Offenhauser engagée par Tuffy's Offy.
De retour pour l'édition 1951 avec une Kurtis Kraft 3000-Offenhauser de Federal Engineering, il se qualifie 13e mais devra abandonner à cause de problèmes mécaniques, ce qui le reléguera à la 26e place.
Quelques mois plus tard, il participe à une course sur le circuit de Williams Grove. Son véhicule sorti de la piste à faible allure dans un virage mais capota. Brown fut gravement blessé et mourra à son arrivée à l'hôpital.